# Anastasios Papoulas
Anastasios Papoulas (Messolonghi, 1857 – Atene, 24 aprile 1935) è stato un generale greco, comandante in capo durante la Guerra greco-turca del 1919-1922.

## Carriera militare
Studiò alla Scuola Militare dei Sottufficiali e prese parte alla guerra greco-turca del 1897 con il grado di Tenente come comandante di una Compagnia dell'esercito della Tessaglia. Nella lotta macedone fu tra gli ufficiali che contribuirono alla sua organizzazione e nel febbraio 1904 con il grado di capitano di fanteria, insieme al suo pari Alexandros Kontoulis, al tenente Georgios Kolokotronis e al tenente Pavlos Melas, visitò la Macedonia sotto il dominio ottomano. Alla fine di gennaio 1905, con il grado di capitano, prestò servizio come direttore dell'allora polizia amministrativa di Atene-Pireo. 
Durante gli eventi della rivoluzione a Goudi, Anastasios Papoulas si schierò con il governo, sebbene fosse stato iniziato nella Lega Militare pochi mesi prima. Pochi giorni prima del suo scoppio, fu nominato capo di stato maggiore del Ministero degli Affari Militari e da questa posizione svolse un ruolo di primo piano nei negoziati tra il governo e i movimenti. Papoulas insieme a Spyridon Mercouris furono inviati come rappresentanti del primo ministro Rallis per negoziare con il movimento. Partecipò alle guerre balcaniche come colonnello, comandante del 10º reggimento di fanteria e prese parte a tutte le operazioni della 3ª divisione in Macedonia ed Epiro, mentre prese parte anche alla prima guerra mondiale.
Con il grado di Maggiore Generale, Papoulas comandò il Quinto Corpo d'Armata. Alla fine di dicembre 1913, il tenente generale Panagiotis Daglis fu richiamato ad Atene, sostituito da Papoulas, che assunse la responsabilità del Protocollo di Firenze. 
Arrivò a Korçë il 10 febbraio 1914 ed ebbe la missione di supervisionare l'evacuazione e la resa dell'area in conformità con gli ordini del governo greco. Informò la Metropolis tutti i membri del Comitato di Difesa Nazionale di Korçë che la Grecia era obbligata ad andarsene e assicurò loro che la loro vita, onore, proprietà, privilegi ecclesiastici e scolastici erano stati assicurati. Il Comitato di Difesa Nazionale chiese che avessero assicurazioni scritte e il Maggiore Generale comunicò loro attraverso il capo della polizia che avrebbero dovuto sciogliere il comitato e nella sua risposta scritta al metropolita Germanos, assicurò che la vita, le proprietà, l'entità nazionale e i privilegi del Patriarcato erano assicurati, e il 14-15 febbraio 1914, partì per Argirocastro. 
Nel 1917 organizzò, dopo la detronizzazione del re Costantino, i movimenti di Tebe e del Peloponneso. Per questo motivo, oltre che per la sua partecipazione in passato alla creazione di gruppi di mobilitazione, venne condannato a morte. Alla fine, non fu giustiziato dopo l'intervento personale di Eleftherios Venizelos. Rimase incarcerato nelle prigioni di Itzeddin fino alle elezioni del novembre 1920, quando gli fu affidato dal governo anti-venizelista il ruolo di comandante in capo dell'esercito greco in Asia Minore.
Con il grado di tenente generale assunse il comando dell'Armata dell'Asia Minore nel novembre 1920. Un mese dopo, a dicembre, al fine di accertare le capacità dell'esercito greco, ma anche dell'esercito turco, attaccò le posizioni di difesa dei turchi, fallendo e tornando senza azione alle posizioni della spedizione.
Nel marzo 1921, attaccò nuovamente le posizioni difensive dell'esercito turco con l'obiettivo di catturare Eski Sehir e Afyon Karahisar. Ancora una volta l'attacco mal concepito fallì solennemente con perdite insolitamente grandi per l'esercito greco, dando grandi benefici diplomatici al governo kemalista di Ankara.
Nel giugno dello stesso anno, dopo la preparazione sistematica, il rinforzo delle unità della campagna con nuove classi di coscritti e la riorganizzazione delle unità, l'esercito si precipitò verso est per la cattura di Kutahya e poi di Eski Sehir e Afyon Karahisar, ma anche per lo schiacciamento dell'esercito kemalista. Occupò Kutahya e dopo la battaglia di Eski Sehir catturò questa città e più a sud Afyon Karahisar, ma non riuscì a schiacciare l'esercito turco che si ritirò incolume e si stabilì difensivamente a est del fiume Sangari di fronte ad Ankara, la sede dei kemalisti. 
Con questo sviluppo delle operazioni nello stato maggiore dell'esercito greco, l'occupazione di Ankara fu urgentemente promossa, al fine di smantellare la resistenza kemalista e dare alla Grecia un indiscutibile vantaggio diplomatico per la risoluzione della questione dell'Asia Minore a favore della risoluzione della questione dell'Asia Minore. Al Consiglio di Guerra di Kutahia del 15 luglio 1921, quando alti funzionari militari e governativi presero parte sotto la presidenza del re Costantino, espresse riserve sulla raccomandazione del governo Gounaris e del re Costantino per l'ulteriore avanzata dell'esercito greco verso Ankara, ma alla fine fu redatto a favore della campagna e la decisione fu unanime. Secondo alcune fonti si dimise, ma, secondo i registri dello Stato Maggiore, l'Armata dell'Asia Minore, di cui era Comandante in Capo, aveva raccomandato questa avanzata al governo e nel febbraio 1921 e al Consiglio di Guerra di Kutahia la decisione fu presa all'unanimità. Condusse poi la campagna Sangari-Ankara, il cui fallimento segnò un importante punto di svolta nel corso della guerra.

## Ultimi anni e morte
Alla fine si unì alla fazione venizelista e in seguito divenne un sostenitore della repubblica. Nel 1935 fu arrestato per la sua partecipazione al fallito colpo di stato del 1º marzo 1935 di Plastiras-Venizelos, condannato a morte e infine giustiziato, anche se graziato, all'alba del Mercoledì Santo, il 24 aprile 1935 insieme al tenente generale Miltiadis Koimisis.
La sua esecuzione fu vista come una vendetta degli anti-venizelisti nelle esecuzioni dei sei nel 1922.